# Reichsstraße 177
Die Reichsstraße 177 (Abkürzung: R 177) war eine deutsche Reichsstraße in Sachsen. Die Straße verlief von Pirna über das Gottleubatal und Bielatal bis zur Reichsgrenze. Nach der Annexion des tschechischen Teils der Tschechoslowakei wurde ihr Verlauf über Děčín (Tetschen), Mladá Boleslav (Jungbunzlau), Jičín (Jitschin), Hradec Králové (Königgrätz), Litomyšl (Leitomischl) bis Svitavy (Zwittau) verlängert, wo sie auf die Reichsstraße 116 traf.

## Überblick
- Länge: 22 km in Sachsen
- Anfangspunkt: Pirna
- Endpunkt: zunächst Grenze zur Tschechoslowakei südlich von Rosenthal-Bielatal, später in Svitavy (Zwittau).

## Verlauf
- Pirna (km 0,0) B 172
- Pirna-Rottwerndorf (km 6,0), heute S 174
- Langenhennersdorf (km 11,5), heute K 8751
- Bielatal (km 15,2), heute S 169 und S 171
- Rosenthal (km 18,5), heute K 8747
- Ende am Grenzübergang zur Tschechoslowakei bei Rosental (km 22) (Lage)

### Fortsetzung auf tschechischem Gebiet
- Děčín (Tetschen)
- Žandov (Sandau)
- Česká Lípa (Böhmisch Leipa)
- Zákupy (Reichstadt)
- Mimoň (Niemes)
- Kuřívody (Hühnerwasser)
- Bělá pod Bezdězem (Weißwasser)
- Mladá Boleslav (Jungbunzlau)
- Jičín (Gitschin)
- Hořice v Podkrkonoší (Horschitz)
- Hradec Králové (Königgrätz)
- Holice v Čechách (Holitz)
- Vysoké Mýto (Hohenmauth)
- Litomyšl (Leitomischl)
- Svitavy (Zwittau)

## Geschichte
Die Reichsstraße 177 wurde bereits im Dritten Reich wieder entwidmet, nachdem die im Elbtal liegende Reichsstraße 172 fertiggestellt war. Der Grenzübergang wurde geschlossen bzw. die Grenze entfiel im Oktober 1938 durch den Anschluss des Sudetenlandes.